# Петровський фонтан
Петровський фонтан, Чешме Калга-Сараю (крим. Qalğa sarayı çeşme) — джерело під скалою Кая-Баш в Сімферополі, Автономна Республіка Крим. На сьогодні вода з джерела виводиться старим водоводом і скидається в колектор. Підскельна територія обнесена парканом і не доступна.

## Історія
З кінця XV — початку XVI століття при палацовому комплексі калги-султана в місцині Султан-Базар в Акмесджиті існувало декілька чешме (фонтанів). У 2017 році розкопали залишки керамічного водогіну.

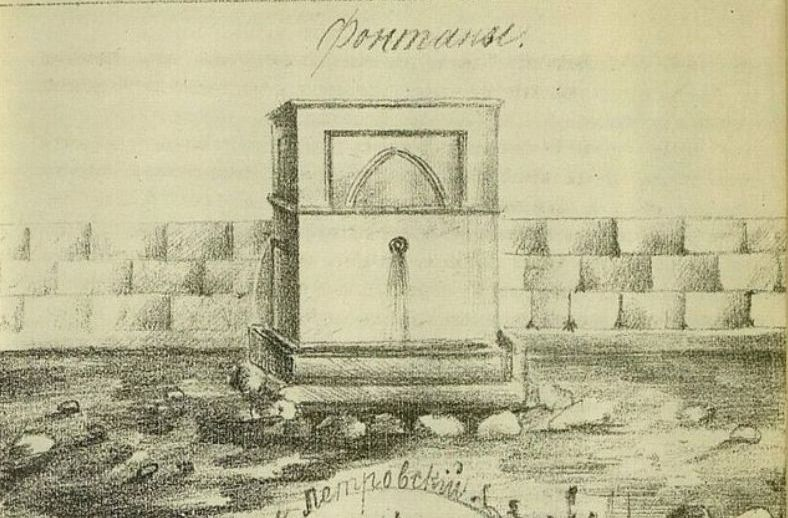
Чешме до 1833 року.

Після знищення палацу російськими військами під час анексії Кримського ханства, залишилося чешме за огорожею. Документи міської управи свідчать, що з 1796 року, протягом багатьох років, управа наймала спеціального майстра для ремонту фонтану.
Згодом він отримав назву «Петровський», від Петрівської слобідки, яку заснували відставні солдати у 1784 році.
Фонтан цей давав до 5000 відер води на добу і забезпечував нею майже все місто. Вода Петровського фонтану була «чиста на вигляд, прозора, холодна і дуже приємна на смак».
З Петровським фонтаном пов'язана одна курйозна історія, яка свого часу наробила багато галасу. Справа в тому, що фонтани в Сімферополі були загального користування і, перебуваючи в межах міста, по праву мали належати муніципалітету, проте задокументованих офіційних підтверджень цьому не було. Такою ситуацією скористався якийсь дворянин Зеленков, який на початку ХІХ століття самовільно захопив частину землі з фонтаном, звідки брало воду все місто, і оголосив його приватною власністю. Міська управа відразу порушила проти нього кримінальну справу, яка тривала близько 30 років.

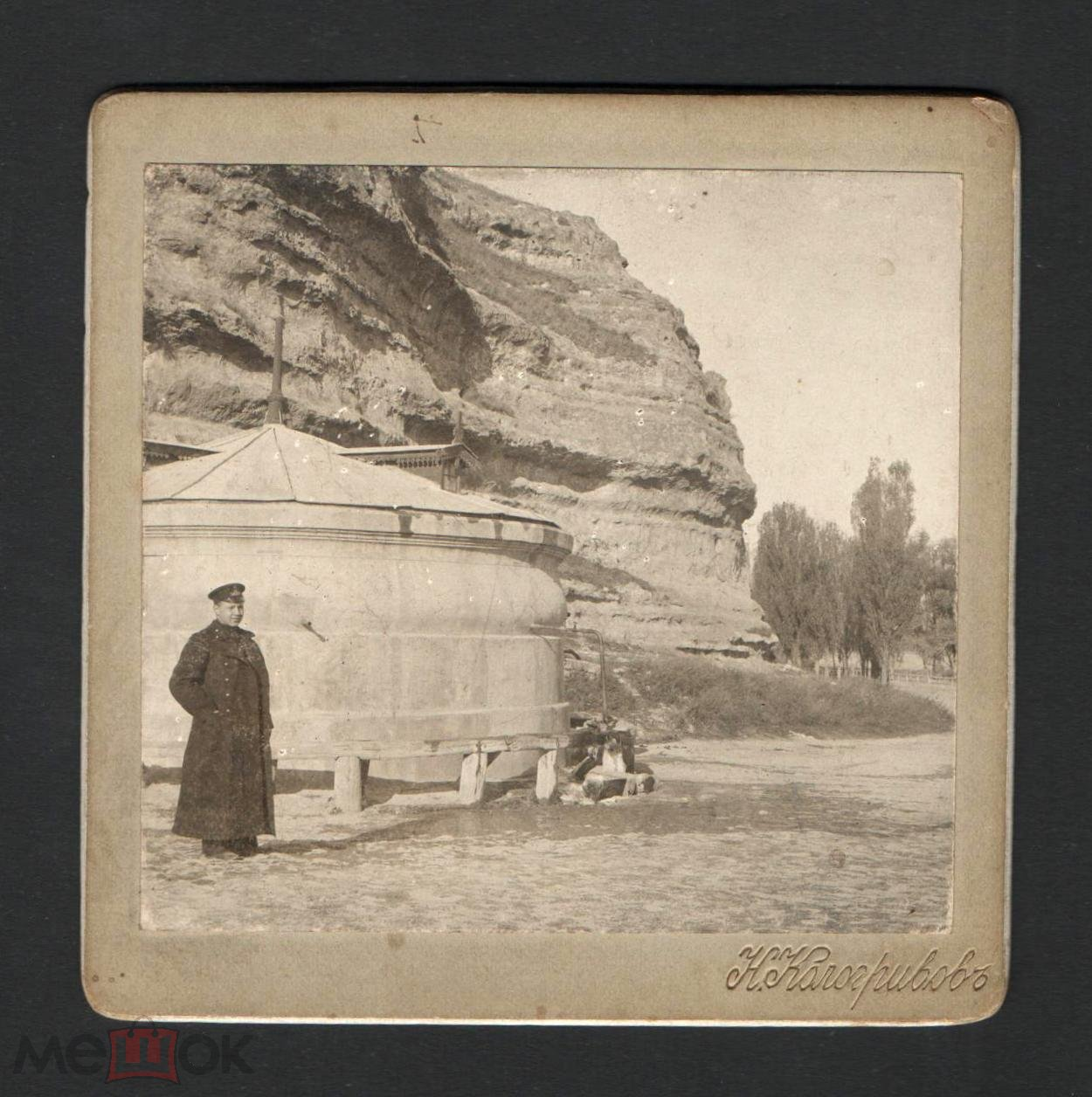
Петровський фонтан, 1910 рік.

Після визнання Сенатом Петровського фонтану власністю міста місцева адміністрація в особі губернатора Казначєєва вжила заходів до реставрації фонтану. 27 червня 1831 році інженер шляхів сполучення Шипілов (той самий, що керував будівництвом шосе на ПБК) надав проєкт спорудження нового фонтану на місці існування старого. За проектом інженера слід було з'єднати водопроводом старий фонтан з кількома джерелами, що перебували вище, що могло збільшити потужність Петровського фонтану до 14000 відер на добу. Вартість проекту він оцінив у 5000 рублів. Таких грошей місто не мало. І тоді необхідну суму вирішено було запозичувати із залишків грошей, виділених на будівництво південнобережного шосе. Невдовзі гроші було отримано, робота закипіла і початку травня 1833 року фонтан був готовий.
Важко сказати і коли остаточно було зруйновано фонтан, швидше за все це сталося у 50–70 роках XX століття після будівництва на місті колишнього палацу калги-султана сімферопольського пивзаводу. До речі, пиво, зварене на воді з цього джерела, мало дуже високу оцінку, не дарма воно мало назву «Південна Баварія».